# Helen O'Connell
Helen O'Connell (23 de maig de 1920 – 9 de setembre de 1993) fou una cantant, actriu i ballarina dels Estats Units d'Amèrica.

## Primers anys
Nascuda a Lima, Ohio, O'Connell va créixer a Toledo, Ohio. Quan tenia 15 anys, ella i la seva germana gran, Alice, ja cantaven duets a clubs, hotels i emissores de ràdio de Toledo.

## Carrera
O'Connell va començar la seva carrera com a cantant de big band amb Larry Funk i la seva Band of a Thousand Melodies. Estava cantant amb aquest grup a Greenwich Village quan el mànager de Jimmy Dorsey la va descobrir.
O'Connell es va unir a la banda de Dorsey el 1939 i va aconseguir els seus millors èxits de vendes a principis dels anys 40 amb "Green Eyes", "Amapola," "Tangerine" i "Yours". Va ser seleccionada pels lectors de Down Beat com a millor cantant femenina el 1940 i 1941 i va guanyar l'enquesta de la revista Metronome el 1940 com a millor vocalista femenina.
O'Connell es va retirar del negoci de l'espectacle després del seu primer matrimoni, el 1943. Quan es va separar el 1951, va reprendre la seva carrera, aconseguint alguns èxits en els rànquings i apareixent habitualment a la televisió. El 1953, O'Connell i Bob Eberly van encapçalar el TV's Top Tunes, un programa d'estiu que substituïa el de Perry Como a la CBS. Al programa també hi apareixien Ray Anthony i la seva orquestra. Al març de 1955 O'Connell va visitar Austràlia com a acte de suport en la gira protagonitzada pel cantant Johnie Ray, que va establir un nou rècord de taquilla per a Austràlia que es va mantenir fins a la visita dels Beatles el 1964. O'Connell també va ser la cantant a the Russ Morgan Show a la CBS el 1956. El 1957 va tenir el seu propi programa de 15 minuts, The Helen O'Connell Show, dues vegades a la setmana a la NBC.
Helen va ser una de les primeres "noies" al The Today Show de la NBC; "No estava contractada com a cantant, estava contractada com a tertuliana, un canvi agradable". Va tenir aquesta feina de 1956 to 1958.
El 1961, Helen co-presentava el programa de Desilu-NBC, Here's Hollywood, conduint entrevistes amb famosos, sovint a les seves pròpies cases. O'Connell va copresentar els concursos de Miss USA i Miss Univers amb Bob Barker de 1972 a 1980 i va ser nominada per a un Emmy el 1976 per la seva cobertura del concurs de Miss Univers. O'Connell va cantar duets amb Bing Crosby, Johnny Mercer i Dean Martin. També va cantar l'himne nacional per a la Super Bowl XV el 1981. El seu enregistrament de Brazil amb la Jimmy Dorsey Orchestra va ser afegit el 2009 al Hall of Fame dels Grammy.
El 1992, Helen va aparèixer juntament amb The Andrews Sisters i Kay Starr aml programa especial de KCET, "Those Fabulous 40s".

## Vida personal i defunció
O'Connell va estar casada amb Clifford Smith, Jr., de 1941 a 1951, i amb el novelista Tom T. Chamales de 1957 a 1960 i va tenir quatre fills. El seu darrer matrimoni va ser el 1991, amb l'arranjador, director i compositoror Frank De Vol. Va durar fins a la seva mort el 9 de setembre de 1993, a San Diego, Califòrnia, després d'una batalla contra el càncer. El seu funeral es va celebrar a l'esglèsia catòlica de Sant Pau a Westwood, Califòrnia, de la qual ella n'era membre.